# Rădășeni
Rădășeni is een Roemeense gemeente in het district Suceava.
Rădășeni telt 4415 inwoners.